# Octobre 1935

## Événements
- Grève des ouvriers de la construction en Argentine qui devient générale en janvier 1936. La répression provoque la mort de six ouvriers. Création de la Fédération ouvrière nationale de la construction (FONC) en Argentine, qui revendique 58 000 adhérents en 1936[1].
- Fin de la « Longue Marche » (exode sud → nord). Mao fonde à Yan'an une nouvelle république soviétique où le marxisme est adapté à la Chine.

- 2 octobre : invasion de l'Éthiopie par l'Italie. Premier bombardement aérien de l'escadrille « La Desperata ». Reconnaissances aériennes et bombardements seront désormais quotidien sur tous les fronts de l'Éthiopie.

- 3 octobre : sous prétexte d’un incident de frontière à Ual-Ual près de la Somalie, les Italiens de Pietro Badoglio envahissent l’Éthiopie. Début de la guerre italo-éthiopienne (fin en 1936).
  - La SDN condamne l’Italie et prend des sanctions.
  - Le négus doit s’exiler et l’Éthiopie est réunie à l’Érythrée et à la Somalie (fin en 1941).
  - La Guerre d’Éthiopie est accompagnée d’une campagne de propagande italienne contre les intérêts britanniques dans le monde arabe.
  - Création à Londres de l’International African Friends of Abyssinia.

- 5 octobre : premier vol du chasseur Loire-Nieuport LN-160.

- 9 octobre : ligne aérienne Alger-Tananarive.

- 11 octobre : Albert Stevens et Orvil Anderson  atteignent l’altitude de 22 066 m à bord de leur ballon stratosphérique Explorer.

- 14 octobre : élection fédérale canadienne : Retour des libéraux au gouvernement fédéral.

- 23 octobre : 
  - William Lyon Mackenzie King devient Premier ministre du Canada.
  - Décret[2] Pierre LAVAL restreignant la libre possession d'armes en France et qui aura eu pour effet de nuire à la résistance face à l'Allemagne national socialiste.

- 27 octobre : premier vol du trimoteur Dewoitine D.620.

- 30 octobre : le premier prototype du Boeing B-17 Flying Fortress s'écrase.

## Naissances
- 1er octobre : Julie Andrews, actrice anglaise.
- 2 octobre : Robert Henry Lawrence, Jr., aviateur américain († 8 décembre 1967).
- 3 octobre : 
  - Charles Duke, astronaute américain.
  - Armen Djigarkhanian, acteur américain († 14 novembre 2020).
- 5 octobre : Tarcísio Meira, acteur brésilien († 12 août 2021).
- 8 octobre : Albert Roux, chef de cuisine français († 4 janvier 2021).
- 9 octobre : Edward de Kent (Edward George Nicholas Patrick Paul Winsor), membre de la famille royale britannique et cousin de la reine Élisabeth II.
- 12 octobre :
  - Luciano Pavarotti, chanteur italien d'opéra (ténor) († 6 septembre 2007).
  - Simone Balazard, romancière, dramaturge et éditrice française († 27 novembre 2024).
- 16 octobre : Boris Zaborov, artiste français, peintre, sculpteur, graveur et scénographe († 20 janvier 2021).
- 25 octobre : Rusty Schweickart, astronaute américain.
- 29 octobre : 
  - Isao Takahata, réalisateur japonais de dessins animés († 5 avril 2018).
  - Füruzan, écrivaine turque († 11 février 2024).
- 31 octobre : Mohamed Hussein Tantawi, Militaire et homme d'État égyptien († 21 septembre 2021).

## Décès
- 4 octobre : Jean Béraud, peintre impressionniste français (° 12 janvier 1849).